# MacKeeper
MacKeeper — антивирусная утилита распространяемая Clario Tech DMCC с 2019 года.
Она была разработана Zeobit в качестве приложения программного обеспечения Mac для очистки и безопасности. Приложение предоставляет пользователям инструменты, такие как антивирус, VPN, блокировка рекламы, проверка данных, очистка системы и функции оптимизации производительности.
Программное обеспечение доступно в 156 странах.

## История
MacKeeper был разработан в 2009 году украинскими программистами из Zeobit. Первая бета-версия была выпущена 13 мая 2010 года. Он предназначен для работы на компьютерах, работающих на Mac OS.
MacKeeper 1.0 был анонсирован 26 октября 2010 года.
30 января 2012 года MacKeeper 2.0 был выпущен в Macworld — iWorld с расширенным количеством утилит.
В апреле 2013 года Zeobit продал MacKeeper в Kromtech Alliance Corp. Kromtech нанял бывших сотрудников Zeobit.
MacKeeper 3.0 был выпущен в июне 2014 года в качестве SaaS.
В 2015 году был основан MacKeeper Security Research Center после нахождения уязвимости, которая может вызвать утечку данных.
В течение 2016 — 2017 годов были запущены образовательные вебинары, а также Анти-вредоносная лаборатория.
В июле 2018 года был выпущен MacKeeper 4.0.
В 2019 году Clario приобрел IP и человеческий капитал Kromtech, включая MacKeeper. В этом году компания была официально нотариально заверена Apple и получила сертификацию AppEsteem.
В ноябре 2020 года версия MacKeeper 5.0 была выпущена с улучшенной производительностью и редизайном интерфейса.
В декабре 2020 года компания получила сертификацию AV-TEST.
В марте 2021 года Clario Tech получил сертификацию ISO 27001.

## Функции
MacKeeper 5.0., выпущенный в ноябре 2020 года, имеет следующие основные инструменты:
- Find & Fix — сканирование одним щелчком мыши, чтобы просмотреть состояние MAC
- Антивирус с защитой в реальном времени
- ID Theft Guard, который обнаруживает нарушения данных и утечку пароля
- StopAd для блокировки рекламы в Chrome и Safari
- Safe Cleanup — обнаружение и удаление ненужных вложений и файлов
- Duplicates Finder — обнаружение дублирующихся файлов и сортировка похожих фотографий или скриншотов
- VPN.

## Критика
Критики обвиняли MacKeeper в том, что его функциональность не соответствует указанным свойствам. Компания была предметом коллективного иска, в котором ее обвинили в том, что пользователи вынуждены расходовать дополнительные деньги на устранение неполадок. В 2015 году компания выплатила по иску 2 млн долларов США.
Сайт Top Ten Reviews устранили MacKeeper из топ-10 рейтинга, отметив, что продукт предлагал больше функций, чем его конкуренты, но тесты производительности при выявлении вредоносных программ на компьютерах под MacOS показали, что он отстаёт от конкурирующих продуктов, в результате чего он получил оценку 7.5 из 10.
В июле 2017 по результатам AV-TEST MacKeeper смог обнаружить 85,9 процента из тестируемых вредоносных программ.
Macworld отмечает, что рекламная кампания по продвижению MacKeeper заставляет пользователей думать, что это вредоносная программа, хотя это не так. Macworld отмечает, что некоторые всплывающие окна и объявления могут быть связаны со сторонними поставщиками компонентов. Softonic.com описывает программу как «не идеальную, но действительно полезную».